# Lista de reis da Finlândia
Esta é uma Lista de governantes da Finlândia, até esta tornar-se uma república em 1919. Isso significa que serão apresentados os reis, duques governantes e reis da Suécia, com regente e Vice-reis da União de Kalmar e os Grão-Duques da Finlândia (idêntico aos Csares da Rússia).

## Parte do Reino da Súecia, da Idade Média até 1809

### Casa de Bjälbo
| # | Nome      |  | Início do governo       | Fim do governo          | Cognome(s) | Notas |
| - | --------- |  | ----------------------- | ----------------------- | ---------- | ----- |
| 1 | Valdemar  |  | 2 de fevereiro de 1250  | 22 de julho de 1275     |            |       |
| 2 | Magno I   |  | 22 de julho de 1275     | 18 de dezembro de 1290  |            |       |
| 3 | Brirger   |  | 18 de dezembro de 1290  | Março ou abril de 1318  |            |       |
| 4 | Magno II  |  | 8 de julho de 1319      | 15 de fevereiro de 1364 |            |       |
| 5 | Érico XII |  | 17 de outubro de 1356   | 21 de Junho de 1359     |            |       |
| 6 | Haakon    |  | 15 de fevereiro de 1362 | 15 de fevereiro de 1364 |            |       |

### Casa de Mecklemburgo
| # | Nome    |  | Início do governo       | Fim do governo          | Cognome(s) | Notas |
| - | ------- |  | ----------------------- | ----------------------- | ---------- | ----- |
| 7 | Alberto |  | 15 de fevereiro de 1364 | 24 de fevereiro de 1389 |            |       |

### Regentes daUnião de Kalmare Vice-Reis
| # | Nome               |  | Início do governo   | Fim do governo                         | Cognome(s) | Notas |
| - | ------------------ |  | ------------------- | -------------------------------------- | ---------- | ----- |
| 8 | Margarida          |  | 22 de março de 1389 | 28 de outubro de 1412                  |            |       |
| 9 | Érico da Pomerânia |  | 23 de julho de 1396 | 29 de setembro ou 1 de outubro de 1439 |            |       |

- 1438-1440 : Vice-rei Carlos Bonde

| #  | Nome                 |  | Início do governo | Fim do governo       | Cognome(s) | Notas |
| -- | -------------------- |  | ----------------- | -------------------- | ---------- | ----- |
| 10 | Cristóvão da Baviera |  | 1441              | 6 de janeiro de 1448 |            |       |

- 1448-1448 : Vice-reis Bengt Jönsson (Oxenstierna) e Nils Jönsson (Oxenstierna)

| #  | Nome        |  | Início do governo   | Fim do governo          | Cognome(s) | Notas                      |
| -- | ----------- |  | ------------------- | ----------------------- | ---------- | -------------------------- |
| 11 | Carlos VIII |  | 20 de junho de 1448 | 24 de fevereiro de 1457 |            | Governa pela primeira vez. |

- 1457-1457 : Vice-reis Jöns Bengtsson (Oxenstierna) e Erik Axelsson (Tott)

| #  | Nome        |  | Início do governo   | Fim do governo        | Cognome(s) | Notas                     |
| -- | ----------- |  | ------------------- | --------------------- | ---------- | ------------------------- |
| 12 | Cristiano I |  | 23 de junho de 1457 | 23 de junho de 1464   |            |                           |
| 11 | Carlos VIII |  | 9 de agosto de 1464 | 30 de janeiro de 1465 |            | Governa pela segunda vez. |

- 1465-1465 : Vice-rei Kettil Karlsson (Vasa)
- 1465-1466 : Vice-rei Jöns Bengtsson (Oxenstierna)
- 1466-1467 : Vice-rei Érico Axelsson (Tott)

| #  | Nome        |  | Início do governo      | Fim do governo     | Cognome(s) | Notas                      |
| -- | ----------- |  | ---------------------- | ------------------ | ---------- | -------------------------- |
| 11 | Carlos VIII |  | 12 de novembro de 1467 | 15 de maio de 1470 |            | Governa pela terceira vez. |

- 1470-1497 : Vice-rei Sten Sture

| #  | Nome    |  | Início do governo    | Fim do governo | Cognome(s) | Notas |
| -- | ------- |  | -------------------- | -------------- | ---------- | ----- |
| 13 | João II |  | 6 de outubro de 1497 | Agosto de 1501 |            |       |

- 1501-1503 : Vice-rei Sten Sture
- 1504-1511 : Vice-rei Svante Nilsson
- 1512-1512 : Vice-rei Érico Trolle
- 1512-1520 : Vice-rei Sten Sture o Moço

| #  | Nome         |  | Início do governo     | Fim do governo       | Cognome(s) | Notas |
| -- | ------------ |  | --------------------- | -------------------- | ---------- | ----- |
| 14 | Cristiano II |  | 1 de novembro de 1520 | 23 de agosto de 1521 |            |       |

- 1521-1523 : Vice-rei Gustavo I

### Casa de Vasa
| #  | Nome              |  | Início do governo      | Fim do governo         | Cognome(s) | Notas                                         |
| -- | ----------------- |  | ---------------------- | ---------------------- | ---------- | --------------------------------------------- |
| 15 | Gustavo I         |  | 6 de junho de 1523     | 29 de setembro de 1560 |            |                                               |
| 16 | Érico XIV         |  | 29 de setembro de 1560 | 29 de setembro de 1568 |            | Deposto em 1568.                              |
| 17 | João III          |  | 30 de setembro de 1568 | 17 de novembro de 1592 |            |                                               |
| 18 | Sigismundo        |  | 17 de novembro de 1592 | 24 de julho de 1599    |            |                                               |
| 19 | Carlos IX         |  | 24 de julho de 1599    | 30 de outubro de 1611  |            | Até 22 de março de 1604, governou como Duque. |
| 20 | Gustavo II Adolfo |  | 30 de outubro de 1611  | 6 de novembro de 1632  |            |                                               |
| 21 | Cristina          |  | 6 de novembro de 1632  | 6 de junho de 1654     |            | Abdicou.                                      |

### Casa do Palatinado-Zweibrücken
| #  | Nome             |  | Início do governo       | Fim do governo          | Cognome(s) | Notas                   |
| -- | ---------------- |  | ----------------------- | ----------------------- | ---------- | ----------------------- |
| 22 | Carlos X Gustavo |  | 6 de junho de 1654      | 13 de fevereiro de 1660 |            |                         |
| 23 | Carlos XI        |  | 13 de fevereiro de 1660 | 5 de abril de 1697      |            |                         |
| 24 | Carlos V         |  | 5 de abril de 1697      | 30 de novembro de 1718  |            | Não teve descendência.  |
| 25 | Ulrica Leonor    |  | 6 de dezembro de 1718   | 29 de fevereiro de 1720 |            | Casou-se com Frederico. |

### Casa de Hesse
| #  | Nome      |  | Início do governo   | Fim do governo      | Cognome(s) | Notas             |
| -- | --------- |  | ------------------- | ------------------- | ---------- | ----------------- |
| 26 | Frederico |  | 24 de março de 1720 | 25 de março de 1751 |            | Casou com Ulrica. |

### Casa de Holstein-Gottorp
| #  | Nome              |  | Início do governo       | Fim do governo          | Cognome(s) | Notas        |
| -- | ----------------- |  | ----------------------- | ----------------------- | ---------- | ------------ |
| 27 | Adolfo Frederico  |  | 25 de março de 1751     | 12 de fevereiro de 1771 |            |              |
| 28 | Gustavo III       |  | 12 de fevereiro de 1771 | 29 de março de 1792     |            | Assassinado. |
| 29 | Gustavo IV Adolfo |  | 29 de março de 1792     | 29 de março de 1809     |            | Abdicou.     |

## Grão-Ducado da Finlândia sob domínio do Império Russo
O Grão-Ducado da Finlândia no Império Russo (1809-1917) com o Imperador da Rússia como Grão-Duque (Príncipe) da Finlândia (Suomen suuriruhtinas)

### Casa de Romanov
| #  | Nome          |  | Início do governo     | Fim do governo        | Cognome(s)       | Notas                         |
| -- | ------------- |  | --------------------- | --------------------- | ---------------- | ----------------------------- |
| 30 | Alexandre I   |  | 29 de março de 1809   | 1 de Dezembro de 1825 | Bendito por Deus |                               |
| 31 | Nicolau I     |  | 1 de Dezembro de 1825 | 2 de Março de 1855    |                  | Irmão de Alexandre I          |
| 32 | Alexandre II  |  | 2 de Março de 1855    | 13 de Março de 1881   |                  | Assassinado.                  |
| 33 | Alexandre III |  | 13 de Março de 1881   | 1 de Novembro de 1894 |                  |                               |
| 34 | Nicolau II    |  | 1 de Novembro de 1894 | 15 de Março de 1917   |                  | Deposto pela Revolução Russa. |
|    |               |  |                       |                       |                  |                               |

## Período Interino1917-1919
Regentes usando os poderes reservados ao monarca
- 7 de Novembro de 1917 a 15 de Novembro de 1917 : Eemil Nestor Setälä
- 15 de Novembro de 1917 a 28 de Novembro de 1917 : Otto Johannes Lundson
- 28 de Novembro de 1917 a 18 de Maio de 1918 : Pehr Evind Svinhufvud
- 27 de Maio de 1918 a 12 de Dezembro de 1918 : Pehr Evind Svinhufvud[1] (novamente)
- 27 de Dezembro de 1918 a 26 de Julho de 1919 : Carl Gustaf Emil Mannerheim

Para os chefes de Estado após a proclamação da República, veja Lista de presidentes da Finlândia